# 杨辉算法

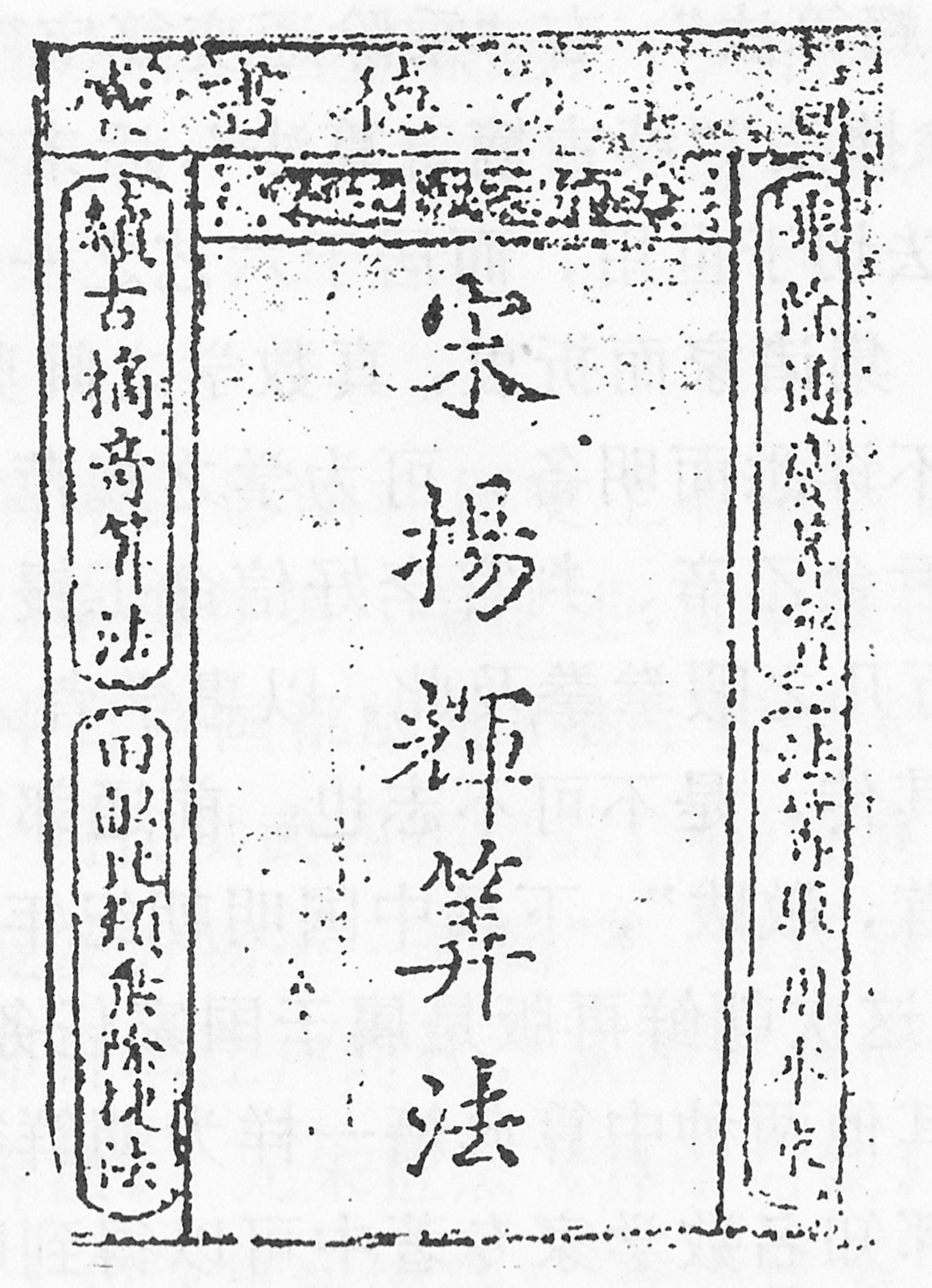
杨辉算法

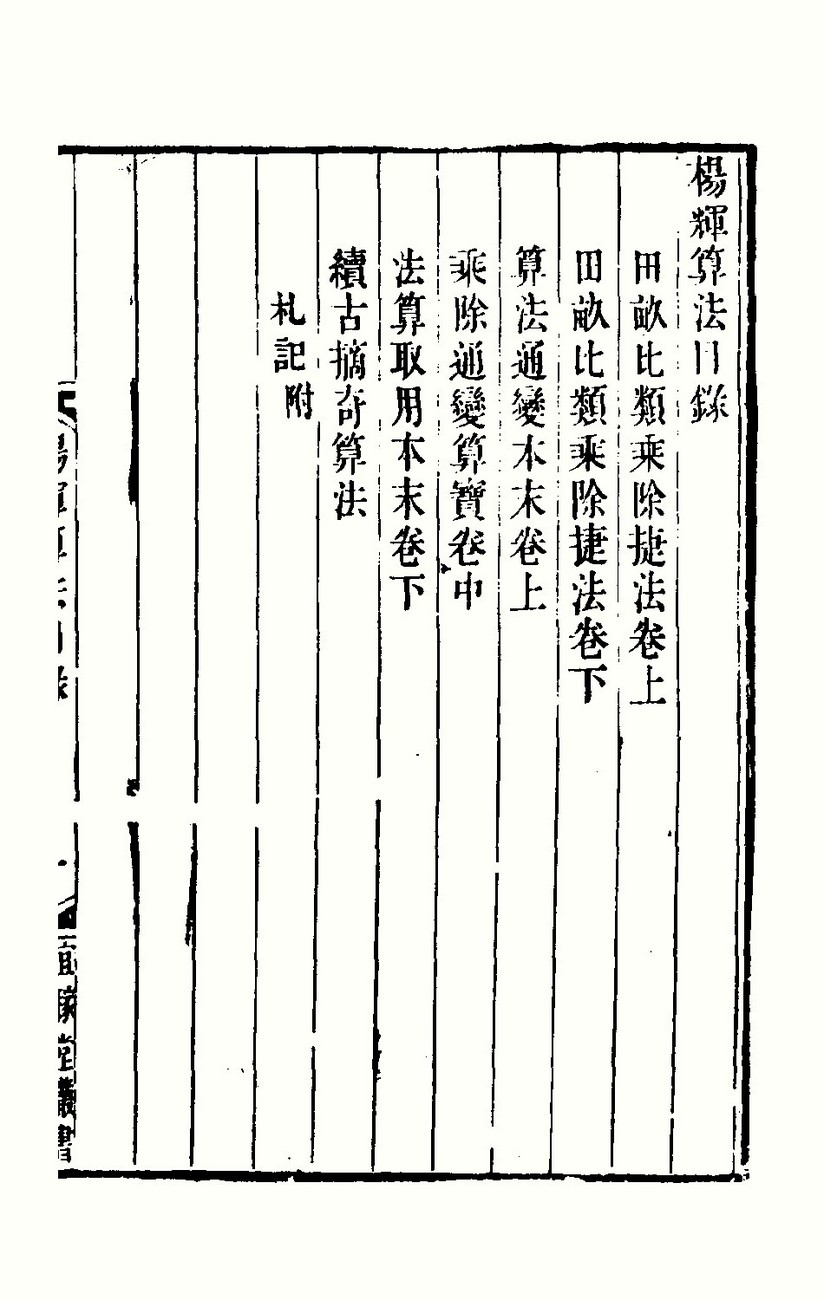
杨辉算法书影

杨辉纵横图

《杨辉算法》是宋代数学家杨辉的三种后期六卷数学著作的总称，这三种著作是《乘除通变算宝》卷上下、《田亩比类乘除捷法》卷上中下、和《续古摘奇算法》。

## 田亩比类乘除捷法
《田亩比类乘除捷法》二卷。卷上叙述长田形、圭田、斜田、圆田、环田、苑田和丘田的面积计算以及圭垛、梯形垛、方箭、圆箭等数列求和。

## 乘除通变算宝
《乘除通变算宝》三卷。

### 卷上《算法通变本末》
- 《习算纲目》，杨辉为学员制定的学习纲目和时间表，例如 “学相乘起例定位 功课一日”，“温习九归题目 一日”；“开方乃算法中大节目”，用两月演习题目等。
- 商用乘除算题；此卷详细叙述六种乘法和五种速算加法[1][2]。

六种速算乘法
- - 单因乘：一位数的乘法； 例子：以 乘8除100 代替  除 12.5

{\displaystyle 2746/12.5=2746*8/100}
- - 重因乘：一位数因子乘法； 例子： 274 × 48 =274 × 6 × 8
  - 身前乘：用于乘数个位=1的乘法，例子   232 × 31  =  232 ×  30  + 232
  - 损乘：减法乘： ×9 代以 -1，  乘8  代以 -2
  - 相乘；
  - 重乘：
  - 因子乘；

五种速算加法
- 加一位法，用于乘法 11 至 19   例：274  *  16  = 274 * 10 + 274 *6， 即 将274 *6  + 274 左移一位 （ = * 10）
- 加二位法，用于乘数 111 至 119，例：274 * 116  = 274 左移二位 + 274 左移一位 + 275 *6  = 27400 +2740 +274*6
- 加隔位法，用于乘数101 至 109
- 重加
- 连身加，用于乘数 21-29

五种速算减法
- 减一位
- 减二位
- 重减
- 隔为减

### 卷中《乘除通变算宝》
叙述乘除通变算宝，和筹算速算法，包括加法乘、九归新括。

### 卷下《法算取用本末》
是前两卷所述各种方法的应用题例，1-300筹算速算法。用代数方法建立二至四次方程从已知面积求线段，

## 续古摘奇算法
《续古摘奇算法》二卷。
卷上叙述纵横图、幻方、幻圆；求年内日甲，地支逢宿、甲子逢宿；数列求和，量仓法，面积速算等。
- 纵横图：洛书，河图，四四图，五五图，六六图，六十四图，九九图，百子图，聚五图，聚六图，聚八图，攒九图，八阵图，连环图。

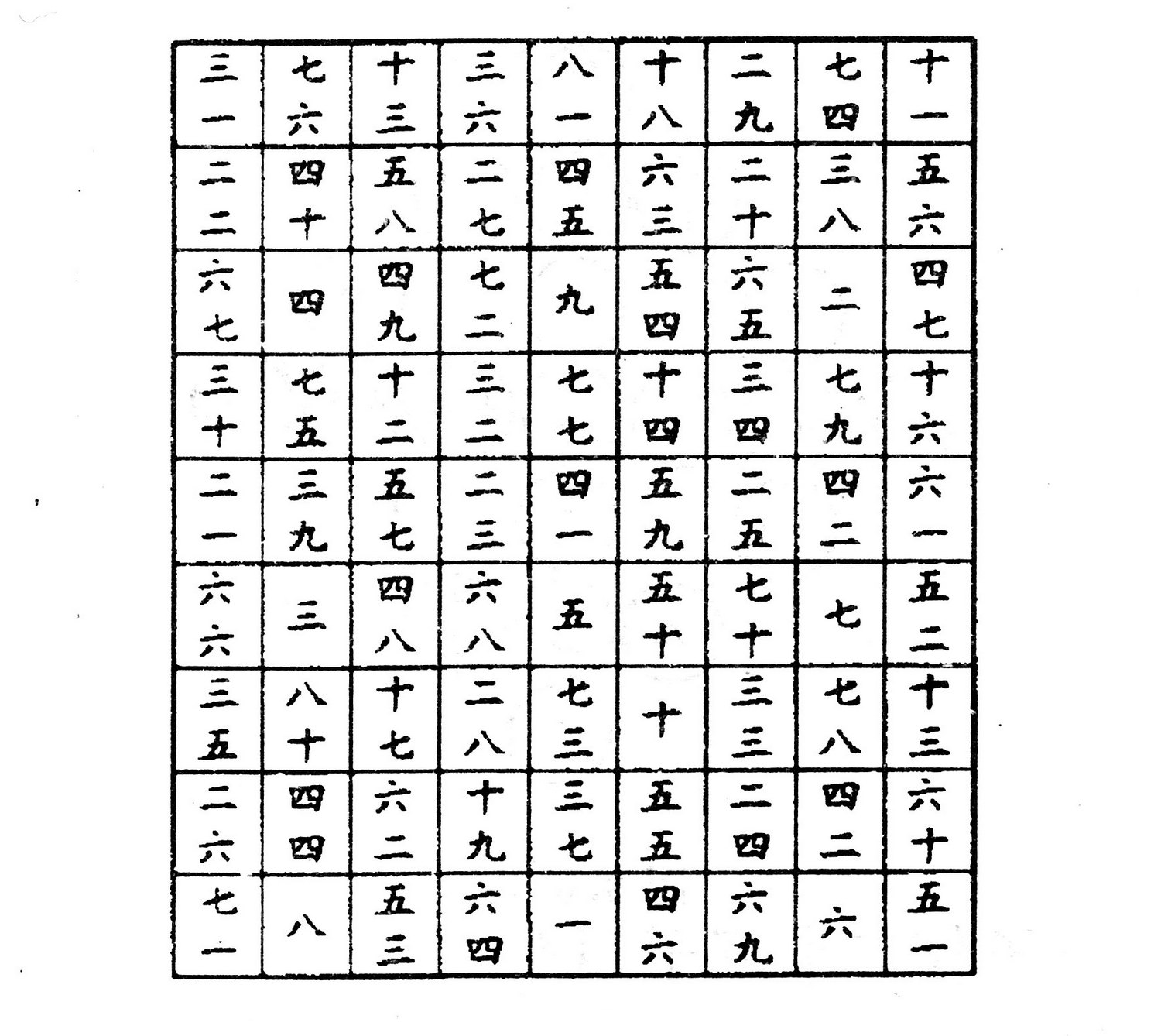
杨辉九九图
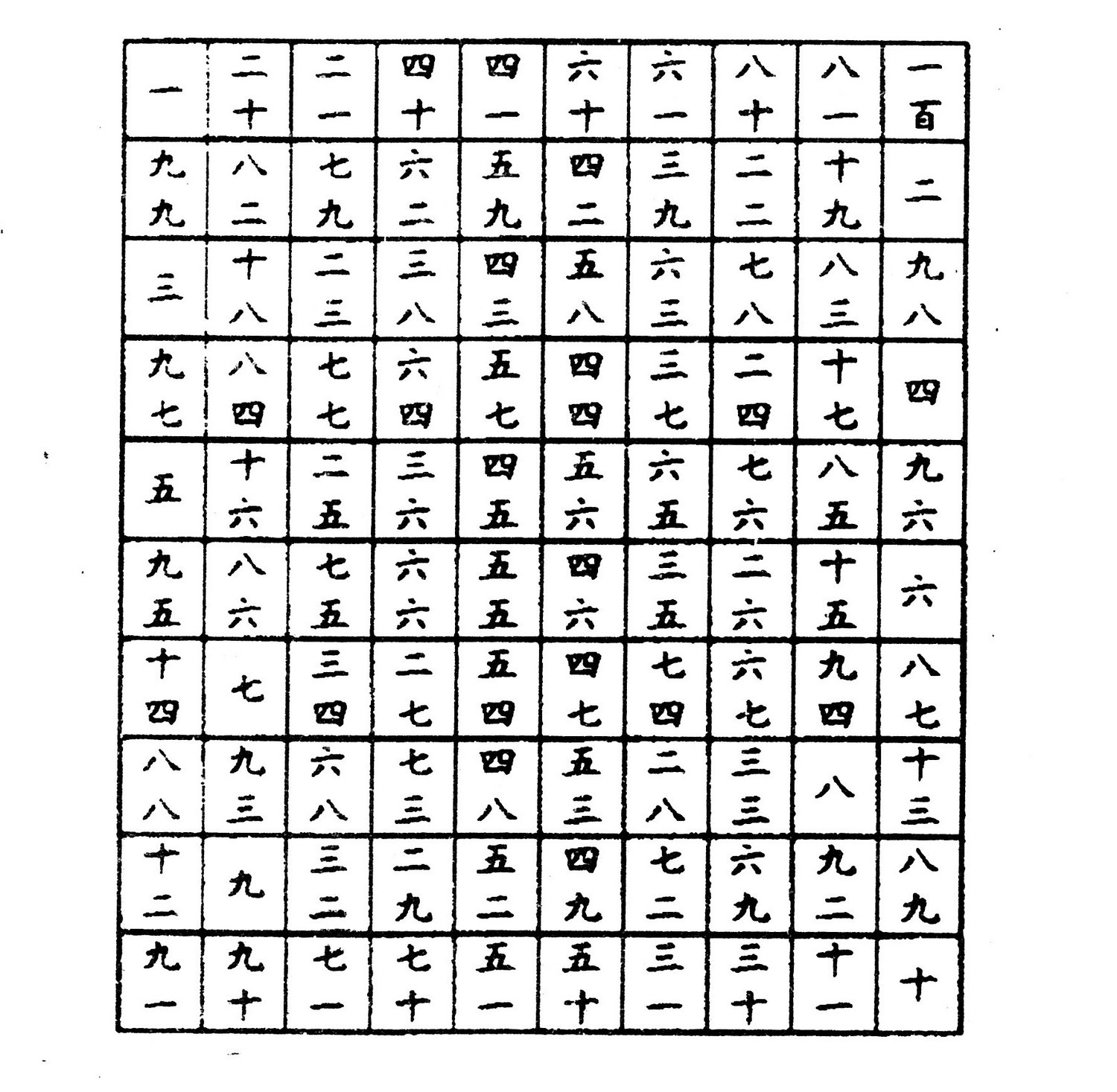
杨辉百子图
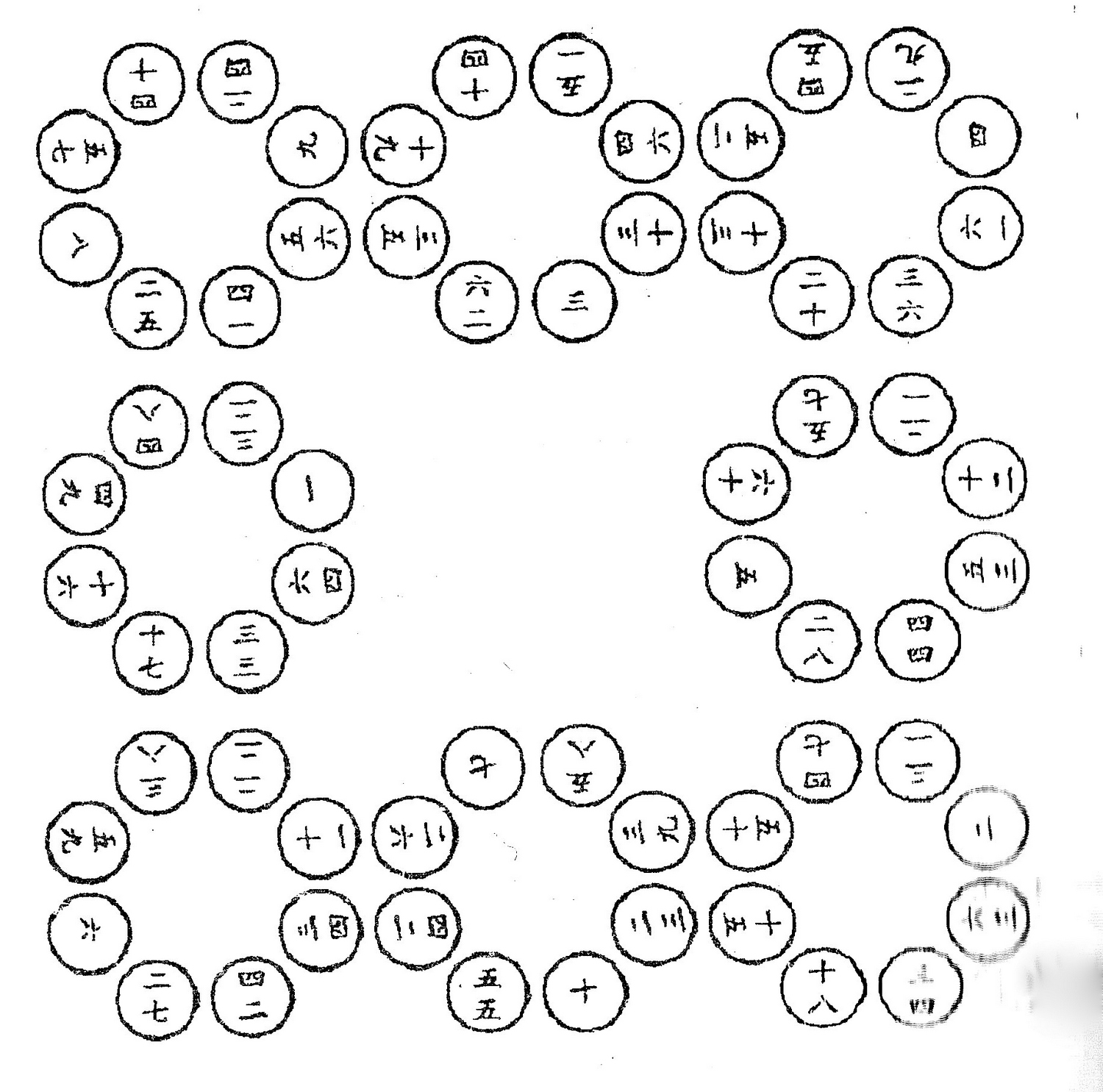
杨辉八阵图
杨辉攒九图
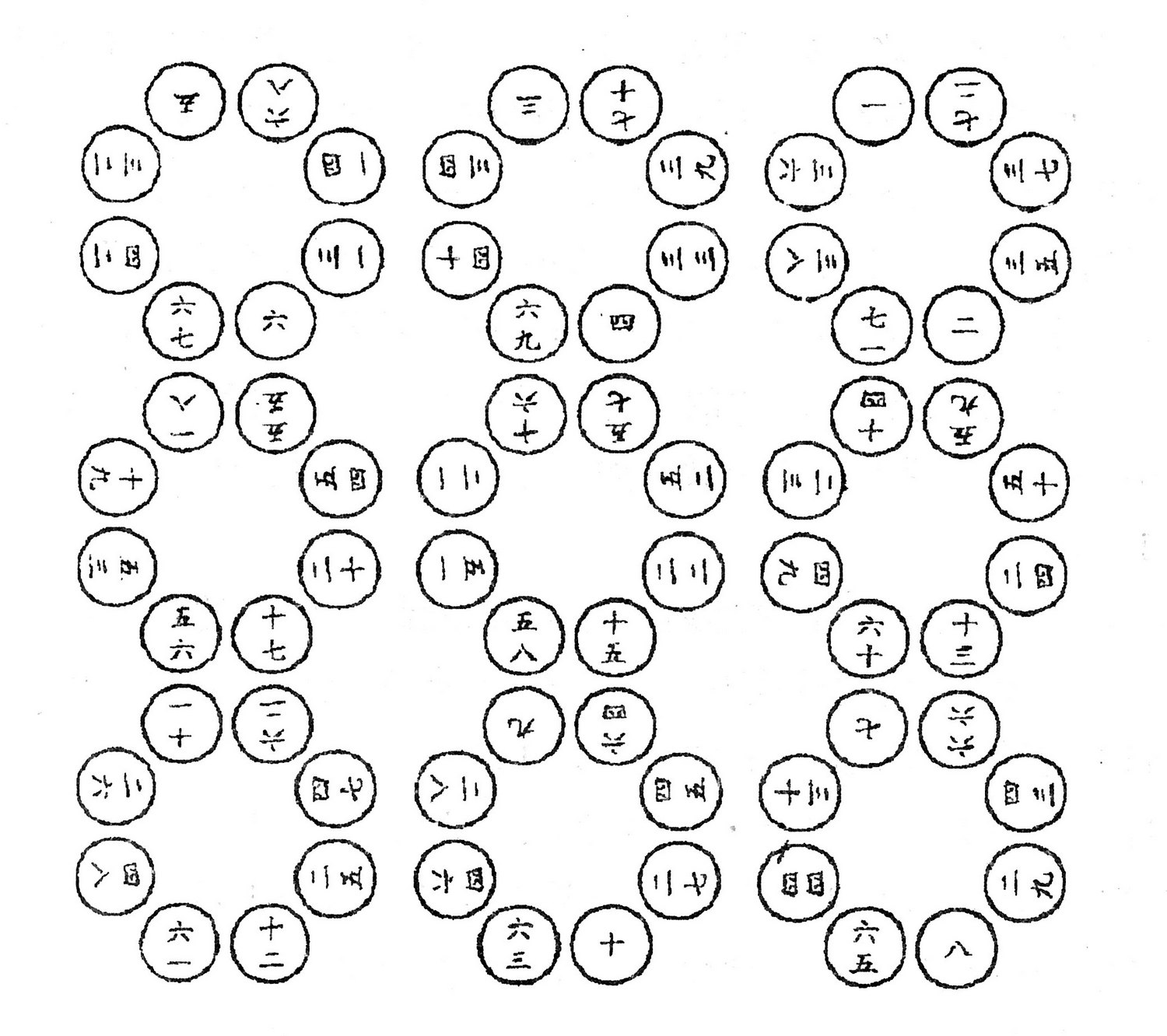
杨辉连环图

- 三五七数二问，七八九数，十一十二十三，三五七九，六十甲子纳音，求年内日甲子积数，地支逢宿，甲子逢宿，量仓法，共卖纱绢等。

卷下叙述二次方程求解，鸡兔同笼，百鸡问题；乘除速算，盈不足，方圆论和海岛问题等19问。
- 三鸡折直，三果共价，方金求重，开河问积，河上荡杯，引绳量木，贼人盗绢盈不足，方圆总论，隔水望木（海岛）等。

## 版本
- 宋刊杨辉算法（散失）
- 明代洪武古杭勤德堂木刻本。
- 明《永乐大典》
- 1433年朝鲜刊《杨辉算法》。北京图书馆藏。
- 清乾隆丙申年（1776年）知不足斋丛书第二十七集《续古摘奇算法》卷下。
- 清道光郁松年刻《杨辉算法》六卷。
- 1661年日本关孝和传写《杨辉算法》足本三册。
- 1917年日本三上义夫将关孝和抄足本《杨辉算法》抄寄李俨，现藏中国科学院自然科学史研究所。
- 《算法通变本末》《乘除通变算宝》《法算取用本末》商务印书馆 丛书集成 #1192 中华民国二十五年
- 《田亩比类乘除捷法》 《续古摘奇算法》 中华书局 1985(不全，缺幻方幻圆内容）
- 《杨辉算法》 孙宏安 译注 辽宁教育出版社 1997
- 《杨辉算法导读》 郭熙汉 湖北教育出版社 1996

### 引用
1. ↑  蓝丽蓉 The Yang Hui Suan Fa, a Thirteen Century Chinese Mathematical Treatise, 香港《崇基学报》 1968.
2. ↑  吴文俊主编 《中国数学史大系》  第六卷  南宋时代 杨辉  577-583页